# Iotrochopsamma
Iotrochopsamma is een geslacht van sponsdieren uit de klasse van de Demospongiae (gewone sponzen).

## Soort
- Iotrochopsamma arbuscula (Whitelegge, 1906)